# Thylactus zuberhoferi
Thylactus zuberhoferi là một loài bọ cánh cứng trong họ Cerambycidae.